# Образ оптического диска
Образ оптического диска (англ. Disc Image) — компьютерный файл, содержащий в себе всю информацию и структуру оптического диска. Используется для передачи и использования информации без оптического носителя, а также архивирования данных на твёрдые носители. Также программы, записывающие образы дисков, используются для разделения больших файлов с целью их последующей публикации в интернете по частям.

## Форматы
- .ISO — стандартный формат образа диска (ISO 9660)
- .MDF/.MDS — образ Alcohol 120%
- .MDX — образ DAEMON Tools (Представляет собой .MDF/.MDS в одном файле)[1]
- .BIN/.CUE — образ CDRWIN
- .NRG — образ Nero Burning ROM
- .DAA — образ PowerISO
- .PQI — образ DriveImage
- .CCD/.IMG/.SUB/.DVD — образ CloneCD
- .DMG — образ Apple
- .ISZ — образ UltraISO
- .CDI — образ DiscJuggler
- .PDI — Образ Pinnacle Instant CD/DVD
- .UIF — образ MagicISO
- .BWT/.BWI/.BWS/.B5T/.B5I/.B6T/.B6I — образы BlindWrite
- .CSO — сжатый образ UMD диска приставки PlayStation Portable